# Erik Mongrain
Erik Mongrain (ur. 12 kwietnia 1980 w Montrealu, Kanada) – kanadyjski kompozytor i gitarzysta, znany z unikalnego akustycznego stylu oraz techniki gry na gitarze akustycznej zwanej oburęcznym tappingiem.

## Dyskografia
- Equilibrium (2008)
- Fates (2007)
- Un paradis quelque part (2005)
- Les pourris de talent (2005)